# II wojna Brytyjczyków z Sikhami
II wojna Brytyjczyków z Sikhami prowadzona była pomiędzy królestwem Sikhów w Pendżabie i Brytyjską Kompanią Wschodnioindyjską w latach 1847-1848. Jej rezultatem było włączenie królestwa Sikhów oraz aneksja Pendżabu, w rezultacie której powstała Północno-Zachodnia Prowincja Pograniczna.

## Sytuacja poprzedzająca wojnę
Warunki pokoju z Lahaur upokarzały i były niezwykle uciążliwe dla królestwa Sikhów w Pendżabie. Faktycznie królestwo było pośrednio rządzone przez Brytyjską Kompanię Wschodnioindyjską. Maharadża wprowadzony na tron przez Kompanię (był to jeden z warunków traktatu pokojowego) niewiele znaczył, a był nim rezydent Kompanii w Lahaur Henry Lawrence. II wojna wybuchła w wyniku buntu sikhijskiej armii w Multan w kwietniu 1848, buntu skierowanemu przeciwko nieuczciwym rządom Kompanii Wschodnioindyjskiej.

## Przebieg zdarzeń
Multan – ośrodek buntu – był pod oblężeniem od sierpnia 1848 i padł w styczniu 1849. Nocna bitwa pod Chillianwala 13 stycznia 1849 nie była rozstrzygająca. Decydująca bitwa stoczona została pod Gujrat. Resztki armii sikhijskiej poddały się w Rawalpindi 14 marca.

## Następstwa
Królestwo sikhijskie zostało zaanektowane przez Brytyjską Kompanię Wschodnioindyjską. Bunt dał Kompanii pretekst do aneksji bogatego królestwa i uwieńczenia sukcesem ich ambitnego planu włączenia północnych Indii pod brytyjskie panowanie.